# Nobody Knows (Film)
Nobody Knows (jap. 誰も知らない, Dare mo shiranai, alternativer Fernsehtitel: Nobody Knows – Die Kofferkinder) ist ein Spielfilm des japanischen Regisseurs Hirokazu Koreeda aus dem Jahr 2004.

## Handlung
Die Handlung erstreckt sich über etwa ein Jahr und beginnt im Herbst.
Die alleinstehende Mutter Keiko zieht mit ihren vier Kindern, von denen jedes einen anderen Vater hat, in eine neue Wohnung. Nur der älteste Sohn, der zwölfjährige Akira, wird den Nachbarn vorgestellt. Die drei jüngeren Geschwister Kyoko, Shigeru und Yuki werden heimlich in die Wohnung geschmuggelt und dürfen diese nicht verlassen. Auch wird den Kindern verboten, die Schule zu besuchen, auf den Balkon zu treten oder laut zu sein.
Eines Tages verschwindet Keiko und hinterlässt Akira die Nachricht, sich um seine jüngeren Geschwister zu kümmern. Sie hat einen neuen Liebhaber, vor dem sie die Kinder geheim hält. Die von der Mutter auferlegten Regeln werden auch nach ihrem Fortgehen eingehalten. Nur Akira verlässt die Wohnung, um einzukaufen. Nach einem Monat kehrt Keiko ein letztes Mal für einen Tag zurück, bringt den Kindern Geld und Geschenke und holt einige ihrer Sachen ab. Ihr Versprechen, bis Weihnachten wieder zurück zu sein, bricht sie.
Von der Außenwelt weiterhin isoliert, halten die Geschwister in ihrem Gefängnis zusammen und richten sich ein liebevolles Zuhause ein. Mit Beginn des Frühjahres verlassen sie erstmals gemeinsam das Haus und genießen ihre neue Freiheit. Als das Geld knapp wird und nach und nach Strom, Gas und Wasser abgestellt werden, beginnt sich die Lage zuzuspitzen. Im Sommer zeichnet sich ihre physische Verwahrlosung sichtbar ab. Schließlich hat das jüngste Kind, Yuki, einen tödlichen Unfall.

## Hintergrund
Der Film basiert mit einigen Änderungen auf einer wahren Begebenheit, die sich 1988 in Nishi-Sugamo, Toshima, Tokio, ereignete.
Tatsächlich gab es insgesamt fünf Kinder, die zum Schutz der Kinder in den Medien mit Kind A, B, C, D und E anonymisiert wurden. Kind C starb unter nicht geklärten Umständen kurz nach der Geburt 1984.
Im Herbst 1987 ließ die Mutter die Kinder alleine in der Wohnung zurück, so dass diese sich um sich selbst kümmern mussten.
Im April 1988 wurde Kind E durch zwei andere Kinder – Bekannte von Kind A – getötet und anschließend durch Kind A und eines der beiden anderen verbliebenen Kinder in einem Wald vergraben.
Nach einem Hinweis im Juli 1988 durch den Vermieter an die öffentlichen Behörden suchten diese die Wohnung auf und fanden darin die verwahrlosten und unterernährten Kinder sowie den Leichnam von Kind C, den die Mutter seit dem Tode des Kindes in der Wohnung aufbewahrt hatte.
Die Mutter stellte sich den Behörden und wurde zu drei Jahren Haft verurteilt. Die beiden Bekannten von Kind A erhielten eine Jugendstrafe. Kind A wurde eine Beteiligung an der Beseitigung des Opfers nachgewiesen. Auf Grund der Umstände wurde allerdings von einer Jugendstrafe abgesehen. Kind A wurde in einem Heim für körperlich und geistig Behinderte untergebracht, in dem auch die Kinder B und D untergebracht wurden. Informationen zu Kind E unbekannt.
Nachdem die Mutter ihre Strafe verbüßt hatte, beantragte sie das erneute Sorgerecht für die Kinder B und D. Es ist nicht bekannt, was aus Kind A und E wurde.
Auf der DVD des Films gibt der Regisseur Hirokazu Koreeda in einem Interview an, dass ihn dieser Fall sehr bewegt und nicht mehr losgelassen habe. Mit seinem Film wolle er dem Zuschauer zeigen, dass es in dem Leben der Kinder auch etwas Schönes gegeben haben muss.

## Auszeichnungen
Der Film nahm bei den Internationalen Filmfestspielen von Cannes 2004 am Wettbewerb um die Goldene Palme teil. Der vierzehnjährige Yūya Yagira wurde für seine Darstellung des Akira als Bester Schauspieler ausgezeichnet.
Bei den Japanese Academy Awards war YOU, die die Mutter darstellte, als Beste Nebendarstellerin nominiert, musste sich aber Masami Nagasawa (Sekai no Chūshin de, Ai o sakebu) geschlagen geben.
Der Film war Japans Beitrag für eine Oscar-Nominierung 2005 in der Kategorie Bester fremdsprachiger Film, wurde aber weder nominiert noch ausgezeichnet.